# Magnesita S.A.
A Magnesita foi uma empresa brasileira de capital aberto com ações negociadas em bolsa, dedicada à mineração, produção e comercialização de extensa linha de materiais refratários. Fundada em 1939 por dois amigos franceses na cidade de Brumado, Bahia, posteriormente adquirida pela família Pentagna Guimarães e transferida sua sede para Contagem, Minas Gerais, Desde 2008, quando adquiriu a LWB Refractories, a companhia contava com forte presença nos mercados europeu, norte-americano e asiático ocupando o primeiro lugar no mercado nacional de refratários e o terceiro lugar no mundial.

## História
A Magnesita foi criada em 1939, após a descoberta de depósitos de magnesita em Brumado. Suas atividades industriais começaram em 1944, em Contagem, com a produção de refratários aluminosos e sílico-aluminosos e, a partir de 1948, produzindo também magnesianos e cromo-magnesianos.
A partir de 1960, a Magnesita S.A. adquiriu e fundou empresas para a fabricação de insumos para lingotamento, fabricação de concretos refratários, produção de grãos eletrofundidos entre outras. Essas empresas empregam a matéria-prima obtida em Brumado para a fabricação de refratários básicos, que utilizam também os produtos das usinas de sinterização. A década de 60 marcou ainda a abertura de capital da empresa, com a negociação de suas ações na B3.
Na década de 90, foi inaugurado o terminal portuário em Aratu em Salvador, de onde a Magnesita exporta magnésio sintetizado. No mesmo período, a empresa reestruturou seu departamento comercial, com o intuito de atingir a indústria do cimento, e iniciou um novo modelo de negócios ,particularmente, no setor siderúrgico. A Magnesita se tornou um fornecedor de soluções atuando com proximidade do cliente e oferecendo produtos e serviços personalizados.
Em setembro de 2007, a Rpar Holding S/A adquiriu o controle da Magnesita S.A.. Por meio de um Acordo de Acionistas, firmado em fevereiro de 2008, uma reestruturação societária envolvendo a Rpar Holding S/A, a Partimag S/A e a Magnesita S.A. foi aprovada. A reestruturação teve o objetivo de promover o agrupamento das três empresas em uma única companhia aberta, com estrutura simplificada, alinhando e consolidando o interesse de todos os acionistas do Grupo. O novo desenho proporcionou a criação da Magnesita Refratários S.A. e sua listagem no Novo Mercado da Bolsa de Valores de São Paulo (B3) em abril de 2008.
Em 25 de abril de 2008, a Magnesita celebrou contrato para a aquisição da totalidade das quotas representativas do capital social da Insumos Refratários para Siderurgia Ltda (Insider), empresa produtora de refratários monolíticos e pré-moldados de alta tecnologia com sede na cidade de Coronel Fabriciano (MG). Em novembro de 2008, a Magnesita Refratários adquiriu a LWB Refractories, empresa alemã líder no mercado de refratários básicos e produtos dolomíticos de alto valor agregado. Com forte presença nos mercados europeu, norte-americano e asiático, a LWB mantém relacionamentos de longo prazo com os principais produtores de aço inoxidável e de aços longos, bem como outras siderúrgicas com aciarias elétricas e integradas.
Em 2016, a empresa fechou acordo de venda da unidade produtora de talco de Brumado para a italiana Fabi Talc Company (IMI) por US$ 55 milhões, permanecendo apenas a extração de Magnesita — ficando pendentes as aprovações regulatórias. A partir do dia 26 de outubro de 2017, a Magnesita se tornou RHI Magnesita, por ter sido adquirida pela empresa do mesmo nome.

## Segmentos de Atuação

### Refratários
Atualmente a unidade oferece mais de 30 mil tipos de refratários diferentes, com a mais ampla oferta de produtos para a indústria. A linha de produtos vai de materiais monolíticos e tijolos convencionais a cerâmicas nobres, cujo objetivo é revestir equipamentos que operam em altas temperaturas.

### Minerais
A Magnesita S.A. foi uma das indústrias de refratários mais verticalizadas do mundo. Cerca de 80% de suas matérias-primas advinham de suas próprias minas. Com controle sobre algumas das maiores e melhores minas de minerais como magnesita, dolomita e talco do mundo, a companhia adquiriu grande autonomia e capacidade de oferecer matérias-primas diversas.
Um dos diferenciais dentro do mercado é o know-how tecnológico de beneficiamento de matérias-primas desenvolvido por seus Centros de Pesquisas, referência mundial no assunto. Todas as atividades de mineração da companhia são apoiadas pelo seu sistema logístico que, integrado entre ferrovias e rodovias, permite distribuição consolidada nos principais portos do Brasil e alcance de escala global.

### Serviços
Diferentemente de outras empresas produtoras de refratários, a Magnesita também oferecia soluções integradas nos processos industriais que contribuíam para potencializar e otimizar a capacidade produtiva do cliente.
Com foco nos segmentos siderúrgico, industrial e minerário, a companhia conseguiu se consolidar como referência de confiabilidade operacional e vida útil dos equipamentos no mercado nacional e na América Latina.

## Unidades
No Brasil, a companhia operava 27 unidades entre plantas industriais, unidades logísticas, unidades de extração mineral e escritórios comerciais. Internacionalmente, além dos diversos escritórios de venda, a Magnesita ainda contava com unidades produtivas na Alemanha, na China, nos Estados Unidos, na França, na Bélgica, em Taiwan e na Argentina, cuja capacidade de produção de refratários é superior a 1,4 milhão de toneladas por ano. Hoje todas essas unidades foram adquiridas pela RHI Magnesita. São: na América do Sul: Brasil: Acaba Mundo, Água Limpa, Aratu, Barra Mansa, Brumado, Cidade Industrial, Conceição do Pará, Coronel Fabriciano, CPqD (Centro de Pesquisa e Desenvolvimento), Cubatão, Eletrofusão, Esmeraldas, FMPM e FVLS, Iguatu, Ipatinga, Itamarandiba, Jeceaba, Marabá, Metálicos, Onça de Pitangui, Ouro Branco, Pindamonhangaba, Pitangui, Ponte Alta (Bairro rural de Uberaba), Resende, Rio de Janeiro (capital). Unidades também nos países: Chile, Venezuela, Colômbia, Paraguai, Peru, Argentina e Uruguai; na América do Norte: Canadá, Estados Unidos, México; na Europa: Alemanha, Áustria, França, Itália, Reino Unido e Suécia; na Ásia: China, Coreia do Sul, Índia, Japão, Malásia, Sri Lanka, Tailândia; na África: África do Sul; no Oriente médio: Emirados Árabes, Líbano, Paquistão; na Oceania: Austrália e Nova Zelândia